# 뽀롱뽀롱 뽀로로의 에피소드 목록
다음은 대한민국의 텔레비전 애니메이션 《뽀롱뽀롱 뽀로로》의 에피소드 목록이다.

## 시리즈 개요
| 시즌 | 시즌 | 회수 | 방송 날짜       | 방송 날짜        |
| 시즌 | 시즌 | 회수 | 시즌 시작       | 시즌 종료        |
| ---- | ---- | ---- | --------------- | ---------------- |
|      | 1    | 52   | 2007년 9월 14일 | 2007년 10월 13일 |
|      | 2    | 52   | 2008년 9월 5일  | 2008년 10월 13일 |
|      | 3    | 52   | 2009년 5월 4일  | 2009년 10월 27일 |
|      | 4    | 26   | 2010년 2월 29일 | 2010년 5월 24일  |
|      | 5    | 26   | 2011년 2월 24일 | 2011년 5월 20일  |
|      | 6    | 42   | 2012년 3월 18일 | 2012년 12월 30일 |
|      | 7    | 42   | 2013년 3월 9일  | 2013년 12월 28일 |
|      | 8    | 42   | 2014년 5월 30일 | 2014년 12월 25일 |

## 에피소드

### 시즌 1
| 전체 번호 | 시즌 번호 | 제목                      | 본 방송 날짜     |
| --------- | --------- | ------------------------- | ---------------- |
| 1         | 1         | "우리는 친구"             | 2003년 11월 27일 |
| 2         | 2         | "괜찮아 괜찮아"           | 2003년 11월 28일 |
| 3         | 3         | "욕심은 이제 그만"        | 2003년 12월 4일  |
| 4         | 4         | "웃는 얼굴이 예뻐요"      | 2003년 12월 5일  |
| 5         | 5         | "낙서 소동"               | 2003년 12월 11일 |
| 6         | 6         | "꾀병 부리지말아요"       | 2003년 12월 12일 |
| 7         | 7         | "하늘을 날고 싶어요"      | 2003년 12월 18일 |
| 8         | 8         | "보물찾기"                | 2003년 12월 19일 |
| 9         | 9         | "눈사람 만들기"           | 2003년 12월 25일 |
| 10        | 10        | "말썽꾸러기 크롱"         | 2003년 12월 26일 |
| 11        | 11        | "우리 함께 놀아요"        | 2004년 1월 1일   |
| 12        | 12        | "달을 갖고 싶어요"        | 2004년 1월 2일   |
| 13        | 13        | "에디의 비밀"             | 2004년 1월 8일   |
| 14        | 14        | "마술 피리"               | 2004년 1월 9일   |
| 15        | 15        | "눈 위의 꽃밭"            | 2004년 1월 15일  |
| 16        | 16        | "얼음 위에서 한판"        | 2004년 1월 16일  |
| 17        | 17        | "크롱의 크리스마스"       | 2004년 1월 22일  |
| 18        | 18        | "힘내라 루피"             | 2004년 1월 23일  |
| 19        | 19        | "신기한 망원경"           | 2004년 1월 29일  |
| 20        | 20        | "그림이 부서졌어요"       | 2004년 1월 30일  |
| 21        | 21        | "연날리기 대소동"         | 2004년 2월 5일   |
| 22        | 22        | "루피를 구하자"           | 2004년 2월 6일   |
| 23        | 23        | "즐거운 기차 여행"        | 2004년 2월 12일  |
| 24        | 24        | "조심! 또 조심!"          | 2004년 2월 13일  |
| 25        | 25        | "뽀로로와 민들레"         | 2004년 2월 19일  |
| 26        | 26        | "딸꾹딸꾹! 크롱의 딸꾹질" | 2004년 2월 20일  |
| 27        | 27        | "고래는 내 친구"          | 2004년 2월 26일  |
| 28        | 28        | "자석 놀이"               | 2004년 2월 27일  |
| 29        | 29        | "배탈이 났어요"           | 2004년 3월 1일   |
| 30        | 30        | "루피와 춤을"             | 2004년 3월 2일   |
| 31        | 31        | "에디는 발명가"           | 2004년 3월 8일   |
| 32        | 32        | "병원 놀이"               | 2004년 3월 9일   |
| 33        | 33        | "에디의 우주여행"         | 2004년 3월 15일  |
| 34        | 34        | "뽀로로의 보물상자"       | 2004년 3월 23일  |
| 35        | 35        | "이상한 자동차"           | 2004년 3월 29일  |
| 36        | 36        | "팝콘 소동"               | 2004년 3월 30일  |
| 37        | 37        | "도깨비가 나타났어요"     | 2004년 4월 5일   |
| 38        | 38        | "에디의 깜짝 상자"        | 2004년 4월 6일   |
| 39        | 39        | "나도 자고 싶어요"        | 2004년 4월 12일  |
| 40        | 40        | "생일 축하해요!"          | 2004년 4월 13일  |
| 41        | 41        | "나는 슈퍼펭귄"           | 2004년 4월 19일  |
| 42        | 42        | "잠이 안 와요"            | 2004년 4월 20일  |
| 43        | 43        | "미안해 크롱"             | 2004년 4월 26일  |
| 44        | 44        | "루피의 새친구"           | 2004년 4월 27일  |
| 45        | 45        | "길 잃은 뽀로로"          | 2004년 5월 3일   |
| 46        | 46        | "루피는 점쟁이"           | 2004년 5월 4일   |
| 47        | 47        | "에디의 풍선소동"         | 2004년 5월 10일  |
| 48        | 48        | "숲 속 마을의 하루"       | 2004년 5월 11일  |
| 49        | 49        | "신기한 요술램프"         | 2004년 5월 17일  |
| 50        | 50        | "요리는 즐거워"           | 2004년 5월 18일  |
| 51        | 51        | "루피의 선물"             | 2004년 5월 24일  |
| 52        | 52        | "신기한 깡통"             | 2004년 5월 25일  |

### 시즌 2
| 회차 | 부제 (서브 타이틀)       | 본 방송일        | 총합  |
| ---- | ------------------------ | ---------------- | ----- |
| 1화  | 새 친구가 생겼어요       | 2005년 12월 3일  | 53화  |
| 2화  | 모두 어디에 있을까       | 2005년 12월 4일  | 54화  |
| 3화  | 에디의 수영 배우기       | 2005년 12월 10일 | 55화  |
| 4화  | 사진사 포비              | 2005년 12월 11일 | 56화  |
| 5화  | 공룡이 나타났어요        | 2005년 12월 17일 | 57화  |
| 6화  | 돛단배야 어디가니        | 2005년 12월 18일 | 58화  |
| 7화  | 내 이름은 해리           | 2005년 12월 24일 | 59화  |
| 8화  | 해리는 노래를 좋아해요   | 2005년 12월 25일 | 60화  |
| 9화  | 크롱은 낙서왕            | 2005년 12월 31일 | 61화  |
| 10화 | 예쁜 머리핀              | 2006년 1월 1일   | 62화  |
| 11화 | 뽀로로가 날았어요!       | 2006년 1월 7일   | 63화  |
| 12화 | 난 정말 네가 부러워      | 2006년 1월 8일   | 64화  |
| 13화 | 가장 큰 눈사람           | 2006년 1월 14일  | 65화  |
| 14화 | 패티는 대단해!           | 2006년 1월 15일  | 66화  |
| 15화 | 뽀로로가 작아졌어요      | 2006년 1월 21일  | 67화  |
| 16화 | 상어가 나타났어요        | 2006년 1월 22일  | 68화  |
| 17화 | 크롱이 말을 했어요       | 2006년 1월 28일  | 69화  |
| 18화 | 쉿! 비밀이야             | 2006년 1월 29일  | 70화  |
| 19화 | 누구 발자국이지?         | 2006년 2월 4일   | 71화  |
| 20화 | 요리의 여왕              | 2006년 2월 5일   | 72화  |
| 21화 | 나도 할 수 있어          | 2006년 2월 11일  | 73화  |
| 22화 | 누가 오줌쌌어            | 2006년 2월 12일  | 74화  |
| 23화 | 크롱의 장난감            | 2006년 2월 18일  | 75화  |
| 24화 | 백설공주 루피            | 2006년 2월 19일  | 76화  |
| 25화 | 에디, 외계인을 만나다    | 2006년 2월 25일  | 77화  |
| 26화 | 안녕 물개야              | 2006년 2월 26일  | 78화  |
| 27화 | 장난감 친구들            | 2006년 3월 4일   | 79화  |
| 28화 | 요리는 어려워            | 2006년 3월 5일   | 80화  |
| 29화 | 괴물의 과자              | 2006년 3월 11일  | 81화  |
| 30화 | 장난감이 없어졌어요      | 2006년 3월 12일  | 82화  |
| 31화 | 드래곤을 만났어요        | 2006년 3월 18일  | 83화  |
| 32화 | 그러면 안돼              | 2006년 3월 19일  | 84화  |
| 33화 | 크롱이 미워요            | 2006년 3월 25일  | 85화  |
| 34화 | 혼자는 심심해            | 2006년 3월 26일  | 86화  |
| 35화 | 아름다운 색깔나라        | 2006년 4월 1일   | 87화  |
| 36화 | 패티는 누구를 좋아할까   | 2006년 4월 2일   | 88화  |
| 37화 | 해리와 크롱이 없어졌어요 | 2006년 4월 8일   | 89화  |
| 38화 | 마법사 루피              | 2006년 4월 9일   | 90화  |
| 39화 | 우주에서 온 친구         | 2006년 4월 15일  | 91화  |
| 40화 | 눈 도깨비                | 2006년 4월 16일  | 92화  |
| 41화 | 드래곤이 놀러왔어요      | 2006년 4월 22일  | 93화  |
| 42화 | 먹을까 말까              | 2006년 4월 23일  | 94화  |
| 43화 | 돼지가 된 뽀로로         | 2006년 4월 29일  | 95화  |
| 44화 | 어느 눈 내리는 날        | 2006년 4월 30일  | 96화  |
| 45화 | 뽀로로가 아파요?         | 2006년 5월 6일   | 97화  |
| 46화 | 도와주고 싶어            | 2006년 5월 7일   | 98화  |
| 47화 | 케익 한 조각             | 2006년 5월 13일  | 99화  |
| 48화 | 요리사 로봇              | 2006년 5월 14일  | 100화 |
| 49화 | 방귀 소동                | 2006년 5월 20일  | 101화 |
| 50화 | 돌아온 요리사 로봇       | 2006년 5월 21일  | 102화 |
| 51화 | 병균이 나타났어요        | 2006년 5월 27일  | 103화 |
| 52화 | 위험해 뽀로로!           | 2006년 5월 28일  | 104화 |

### 시즌 3
| 회차 | 부제 (서브 타이틀)        | 본 방송일        | 총합  |
| ---- | ------------------------- | ---------------- | ----- |
| 1화  | 뽀뽀와 삐삐               | 2009년 5월 4일   | 105화 |
| 2화  | 모든게 신기해요!          | 2009년 5월 5일   | 106화 |
| 3화  | 로디의 탄생               | 2009년 5월 11일  | 107화 |
| 4화  | 행복한 로디               | 2009년 5월 12일  | 108화 |
| 5화  | 장난감 비행기             | 2009년 5월 18일  | 109화 |
| 6화  | 마법의 사과               | 2009년 5월 19일  | 110화 |
| 7화  | 슈퍼영웅이 되고 싶어요    | 2009년 5월 25일  | 111화 |
| 8화  | 해리가 마법에 걸렸어요    | 2009년 5월 26일  | 112화 |
| 9화  | 상어 소동                 | 2009년 6월 1일   | 113화 |
| 10화 | 신기한 장난감             | 2009년 6월 2일   | 114화 |
| 11화 | 루피 공주님               | 2009년 6월 8일   | 115화 |
| 12화 | 이상한 축구               | 2009년 6월 9일   | 116화 |
| 13화 | 조심해 에디               | 2009년 6월 15일  | 117화 |
| 14화 | 패티의 요리               | 2009년 6월 16일  | 118화 |
| 15화 | 엉터리 마법사             | 2009년 6월 22일  | 119화 |
| 16화 | 날씨를 알려드립니다       | 2009년 6월 23일  | 120화 |
| 17화 | 그래도 고마워, 친구야     | 2009년 6월 29일  | 121화 |
| 18화 | 루피와 과자               | 2009년 6월 30일  | 122화 |
| 19화 | 크롱과 놀아주세요         | 2009년 7월 6일   | 123화 |
| 20화 | 하늘을 나는 포비          | 2009년 7월 7일   | 124화 |
| 21화 | 빨간 모자 패티            | 2009년 7월 13일  | 125화 |
| 22화 | 로디는 야구왕             | 2009년 7월 14일  | 126화 |
| 23화 | 장난꾸러기 야옹이         | 2009년 7월 20일  | 127화 |
| 24화 | 패티와 야옹이             | 2009년 7월 21일  | 128화 |
| 25화 | 바람은 장난꾸러기         | 2009년 7월 27일  | 129화 |
| 26화 | 포비가 없어졌어요         | 2009년 7월 28일  | 130화 |
| 27화 | 루피의 인형               | 2009년 8월 3일   | 131화 |
| 28화 | 노래가 너무 좋아요        | 2009년 8월 4일   | 132화 |
| 29화 | 신기한 마법지팡이         | 2009년 8월 10일  | 133화 |
| 30화 | 포비가 최고야             | 2009년 8월 11일  | 134화 |
| 31화 | 밤에는 신기한 일이 생겨요 | 2009년 8월 17일  | 135화 |
| 32화 | 공이 어디 있지            | 2009년 8월 18일  | 136화 |
| 33화 | 개구리 장난감             | 2009년 8월 24일  | 137화 |
| 34화 | 즐거운 물감놀이           | 2009년 8월 25일  | 138화 |
| 35화 | 크롱과 별똥별             | 2009년 8월 31일  | 139화 |
| 36화 | 감기소동                  | 2009년 9월 1일   | 140화 |
| 37화 | 이상한 놀이               | 2009년 9월 7일   | 141화 |
| 38화 | 사이좋은 친구             | 2009년 9월 8일   | 142화 |
| 39화 | 포비의 생일               | 2009년 9월 14일  | 143화 |
| 40화 | 에디의 노래               | 2009년 9월 15일  | 144화 |
| 41화 | 이상한 기계               | 2009년 9월 21일  | 145화 |
| 42화 | 청소는 어려워             | 2009년 9월 22일  | 146화 |
| 43화 | 크롱의 신기한 모험 (상)   | 2009년 9월 28일  | 147화 |
| 44화 | 크롱의 신기한 모험 (하)   | 2009년 9월 29일  | 148화 |
| 45화 | 썰매경주                  | 2009년 10월 5일  | 149화 |
| 46화 | 로디의 꿈                 | 2009년 10월 6일  | 150화 |
| 47화 | 마법의 약 (상)            | 2009년 10월 12일 | 151화 |
| 48화 | 마법의 약 (하)            | 2009년 11월 13일 | 152화 |
| 49화 | 소풍은 즐거워             | 2009년 10월 19일 | 153화 |
| 50화 | 에디가 감기에 걸렸어요    | 2009년 10월 20일 | 154화 |
| 51화 | 눈 오는 날                | 2009년 10월 26일 | 155화 |
| 52화 | 신기한 놀이터             | 2009년 10월 27일 | 156화 |

### 시즌 4
| 회차 | 부제 (서브 타이틀)            | 본 방송일       | 총합  |
| ---- | ----------------------------- | --------------- | ----- |
| 1화  | 신기한 자동차 뚜뚜            | 2012년 2월 29일 | 157화 |
| 2화  | 반가워 뚜뚜야!                | 2012년 3월 1일  | 158화 |
| 3화  | 신기한 안경                   | 2012년 3월 7일  | 159화 |
| 4화  | 크롱이 커졌어요               | 2012년 3월 8일  | 160화 |
| 5화  | 에디 구조작전                 | 2012년 3월 14일 | 161화 |
| 6화  | 나도 스케이트를 잘 탈 수 있어 | 2012년 3월 15일 | 162화 |
| 7화  | 말썽꾸러기 크롱               | 2012년 3월 21일 | 163화 |
| 8화  | 뽀로로가 위험해               | 2012년 3월 22일 | 164화 |
| 9화  | 날쌘 포비 만들기              | 2012년 3월 28일 | 165화 |
| 10화 | 썰매 시합                     | 2012년 3월 29일 | 166화 |
| 11화 | 뽀롱뽀롱 숲의 하루            | 2012년 4월 4일  | 167화 |
| 12화 | 루피의 비밀친구               | 2012년 4월 5일  | 168화 |
| 13화 | 해리와 여름섬                 | 2012년 4월 11일 | 169화 |
| 14화 | 운동을 잘하고 싶어요          | 2012년 4월 12일 | 170화 |
| 15화 | 나비의 숲                     | 2012년 4월 18일 | 171화 |
| 16화 | 청소 박사 크롱                | 2012년 4월 19일 | 172화 |
| 17화 | 슈퍼영웅 이야기 만들기        | 2012년 4월 25일 | 173화 |
| 18화 | 포비의 진정한 행운            | 2012년 4월 26일 | 174화 |
| 19화 | 응가대장 크롱                 | 2012년 5월 2일  | 175화 |
| 20화 | 에디의 크리스마스 선물        | 2012년 5월 3일  | 176화 |
| 21화 | 루피를 위한 음식              | 2012년 5월 9일  | 177화 |
| 22화 | 로디의 소원                   | 2012년 5월 10일 | 178화 |
| 23화 | 변신 대소동                   | 2012년 5월 16일 | 179화 |
| 24화 | 물건 바꾸기 소동              | 2012년 5월 17일 | 180화 |
| 25화 | 루피와 패티의 하룻밤          | 2012년 5월 23일 | 181화 |
| 26화 | 뚜뚜와 통통이                 | 2012년 5월 24일 | 182화 |

### 시즌 5
| 회차 | 부제 (서브 타이틀)       | 본 방송일       | 총합  |
| ---- | ------------------------ | --------------- | ----- |
| 1화  | 모두 사이 좋은친구       | 2011년 2월 26일 | 183화 |
| 2화  | 크롱의 소원              | 2011년 2월 27일 | 184화 |
| 3화  | 솔직하게 말해요          | 2011년 3월 5일  | 185화 |
| 4화  | 해리의 작은 음악회       | 2011년 3월 6일  | 186화 |
| 5화  | 에디의 수수께끼          | 2011년 3월 12일 | 187화 |
| 6화  | 진정한 용기              | 2011년 3월 13일 | 188화 |
| 7화  | 에디가 필요해            | 2011년 3월 19일 | 189화 |
| 8화  | 마법의 스케치북          | 2011년 3월 20일 | 190화 |
| 9화  | 로디의 진정한 친구       | 2011년 3월 26일 | 191화 |
| 10화 | 에디의 만능배낭          | 2011년 3월 27일 | 192화 |
| 11화 | 조금 느려도 괜찮아       | 2011년 4월 2일  | 193화 |
| 12화 | 싫증쟁이 크롱            | 2011년 4월 3일  | 194화 |
| 13화 | 빨리 나아, 루피          | 2011년 4월 9일  | 195화 |
| 14화 | 썰매 만들기              | 2011년 4월 10일 | 196화 |
| 15화 | 크롱과 해리가 없어졌어요 | 2011년 4월 16일 | 197화 |
| 16화 | 통통이네 집에 가요       | 2011년 4월 17일 | 198화 |
| 17화 | 집에서 노는 것도 좋아    | 2011년 4월 23일 | 199화 |
| 18화 | 우주여행 가고 싶어요     | 2011년 4월 24일 | 200화 |
| 19화 | 뽀로로의 특별한 선물     | 2011년 4월 30일 | 201화 |
| 20화 | 연극놀이를 해요          | 2011년 5월 1일  | 202화 |
| 21화 | 엉망진창 꿈 소동         | 2011년 5월 7일  | 203화 |
| 22화 | 벽시계와의 하루          | 2011년 5월 8일  | 204화 |
| 23화 | 해리 집이 없어졌어요     | 2011년 5월 14일 | 205화 |
| 24화 | 패티의 선물              | 2011년 5월 15일 | 206화 |
| 25화 | 해리와 신기한 샘물       | 2011년 5월 21일 | 207화 |
| 26화 | 모두의 사진              | 2011년 5월 22일 | 208화 |

### 시즌 6
| 회차 | 부제 (서브 타이틀)          | 본 방송일       | 총합  |
| ---- | --------------------------- | --------------- | ----- |
| 1화  | 로디야 사랑해               | 2012년 3월 2일  | 209화 |
| 2화  | 크롱의 작은 친구            | 2012년 3월 3일  | 210화 |
| 3화  | 최고의 생일 선물            | 2012년 3월 9일  | 211화 |
| 4화  | 일어나요, 패티 공주님       | 2012년 3월 10일 | 212화 |
| 5화  | 루피의 특별한 캠핑          | 2012년 3월 16일 | 213화 |
| 6화  | 뽀로로, 크롱! 싸우지 마     | 2012년 3월 17일 | 214화 |
| 7화  | 여름섬 대모험 1             | 2012년 3월 23일 | 215화 |
| 8화  | 여름섬 대모험 2             | 2012년 3월 24일 | 216화 |
| 9화  | 이상한 메아리               | 2012년 3월 30일 | 217화 |
| 10화 | 무서운 꿈은 싫어요          | 2012년 3월 31일 | 218화 |
| 11화 | 뽀로로의 꾀병               | 2012년 4월 6일  | 219화 |
| 12화 | 우리들의 놀이터             | 2012년 4월 7일  | 220화 |
| 13화 | 미안해, 루피야              | 2012년 4월 13일 | 221화 |
| 14화 | 에디의 용감한 도전          | 2012년 4월 14일 | 222화 |
| 15화 | 뽀로로는 심술쟁이           | 2012년 4월 20일 | 223화 |
| 16화 | 뽀롱뽀롱 장기자랑           | 2012년 4월 21일 | 224화 |
| 17화 | 에디의 슈퍼 영웅 소동       | 2012년 4월 27일 | 225화 |
| 18화 | 이야기를 들려줘, 패티       | 2012년 4월 28일 | 226화 |
| 19화 | 루피의 잔소리               | 2012년 5월 4일  | 227화 |
| 20화 | 여름섬 친구들이 놀러 왔어요 | 2012년 5월 5일  | 228화 |
| 21화 | 별똥별을 보러 가요          | 2012년 5월 11일 | 229화 |
| 22화 | 로디와 뚜뚜의 모험          | 2012년 5월 12일 | 230화 |
| 23화 | 에디의 달나라 여행          | 2012년 5월 18일 | 231화 |
| 24화 | 패티와 해리의 요리          | 2012년 5월 19일 | 232화 |
| 25화 | 가지마, 크롱                | 2012년 5월 25일 | 233화 |
| 26화 | 마법사를 찾아서             | 2012년 5월 26일 | 234화 |

### 시즌 7
| 회차 | 부제 (서브 타이틀)      | 본 방송일        | 총합            |
| ---- | ----------------------- | ---------------- | --------------- |
| 1화  | 변신로봇 로디           | 2020년 11월 23일 | 235화           |
| 2화  | 해리가 커졌어요         | 2020년 11월 24일 | 236화           |
| 3화  | 패티의 비밀 친구들      | 2020년 11월 30일 | 237화           |
| 4화  | 루피와 조가비           | 2020년 12월 1일  | 238화           |
| 5화  | 마법의 주문             | 2020년 12월 7일  | 239화           |
| 6화  | 슈퍼크롱의 하루         | 2020년 12월 8일  | 240화           |
| 7화  | 혜성을 보고 싶어요      | 2020년 12월 14일 | 241화           |
| 8화  | 요리대결 소동           | 2020년 12월 15일 | 242화           |
| 9화  | 에디의 신기한 모자      | 2020년 12월 21일 | 243화           |
| 10화 | 버리기 싫어요           | 2020년 12월 22일 | 244화           |
| 11화 | 괴물이 나타났어요       | 2020년 12월 28일 | 245화           |
| 12화 | 날씨가 이상해요         | 2020년 12월 29일 | 246화           |
| 13화 | 빵이 너무 좋아요        | 2021년 1월 4일   | 247화           |
| 14화 | 바다의 친구들           | 2021년 1월 5일   | 248화           |
| 15화 | 노래왕이 되고 싶어요    | 2021년 1월 11일  | 249화           |
| 16화 | 상어의 노래/바다,운동회 | 2021년 1월 12일  | 250-1화,250-2화 |
| 17화 | 바다로 간 루피          | 2021년 1월 18일  | 251화           |
| 18화 | 어디있니, 크롱?         | 2021년 1월 19일  | 252화           |
| 19화 | 이불을 어떡하지?        | 2021년 1월 25일  | 253화           |
| 20화 | 괴물 소동               | 2021년 1월 26일  | 254화           |
| 21화 | 신기한 마법의 숲 1      | 2021년 2월 1일   | 255화           |
| 22화 | 신기한 마법의 숲 2      | 2021년 2월 2일   | 256화           |
| 23화 | 수상한 주사위           | 2021년 2월 8일   | 257화           |
| 24화 | 발명왕 에디의 비밀      | 2021년 2월 9일   | 258화           |
| 25화 | 밤의 로디               | 2021년 2월 15일  | 259화           |
| 26화 | 행복한 루피             | 2021년 2월 16일  | 260화           |

### 시즌 8
| 회차        | 부제 (서브 타이틀) 8기 | 본 방송일        | 총합         |
| ----------- | ---------------------- | ---------------- | ------------ |
| 1화         | 이상한 나라의 뽀로로 1 | 2014년 5월 28일  | 261화        |
| 2화         | 이상한 나라의 뽀로로 2 | 2014년 5월 29일  | 262화        |
| 3화         | 해적이 나타났어요      | 2014년 5월 30일  | 263화        |
| 4화         | 크롱과 인형 크뽀       | 2014년 6월 2일   | 264화        |
| 5화         | 뽀로로와 친구들의 하루 | 2014년 6월 3일   | 265화        |
| 6화         | 오르골 소동            | 2014년 6월 4일   | 266화        |
| 7화         | 상어와 만능전화기      | 2014년 6월 5일   | 267화        |
| 8화         | 춤 왕국 이야기         | 2014년 6월 6일   | 268화        |
| 9화         | 착한 어린이 크롱       | 2014년 6월 7일   | 269화        |
| 10화        | 신기한 바닷속 모험     | 2014년 6월 8일   | 270화        |
| 11화        | 꿈에 나온 괴물         | 2014년 6월월 9일 | 271화        |
| 12화        | 최고의 요리사 뽀로로   | 2014년 6월 10일  | 272화        |
| 13화        | 비밀 장난감            | 2014년 6월 29일  | 273화        |
| 14화        | 바닷속 소동            | 2014년 6월 29일  | 274화        |
| 15화        | 천재 음악가 해리       | 2014년 6월 29일  | 275화        |
| 16화        | 포비야 고마워          | 2014년 7월 28일  | 276화        |
| 17화        | 낯선 섬에 떨어졌어요   | 2014년 7월 29일  | 277화        |
| 18화        | 팔찌를 잃어버렸어요    | 2014년 7월 30일  | 278화        |
| 19화        | 슈퍼영웅의 약속        | 2014년 9월 13일  | 279화        |
| 20화        | 통통이의 마법 지팡이   | 2014년 9월 15일  | 280화        |
| 21화        | 에디의 발명품 소동     | 2014년 9월 16일  | 281화        |
| 22화        | 크롱의 썰매            | 2014년 9월 18일  | 282화        |
| 23화        | 루피야, 괜찮아?        | 2014년 9월 19일  | 283화        |
| 24화        | 내가 돌봐줄게          | 2014년 9월 20일  | 284화        |
| 25화        | 장난감이 망가졌어요    | 2014년 11월 14일 | 285화        |
| 26화        | 루피의 생일            | 2014년 11월 15일 | 286화        |
| 27화        | 이상한 나라의 뽀로로 1 | 2014년 11월 16일 | 에피소드 287 |
| 에피소드 28 | 이상한 나라의 뽀로로 2 | 2014년 12월 11일 | 에피소드 288 |
| 에피소드 29 | 해적이 나타났다        | 2014년 12월 12일 | 에피소드 289 |
| 에피소드 30 | 크롱과 인형 크르포     | 2014년 12월 13일 | 에피소드 290 |
| 에피소드 31 |                        | 2014년 12월 14일 | 에피소드 291 |
| 에피소드 32 |                        | 2014년 12월 15일 | 에피소드 292 |
| 에피소드 33 |                        | 2014년 12월 16일 | 에피소드 293 |
| 에피소드 34 |                        | 2014년 12월 17일 | 에피소드 294 |
| 35화        |                        | 2014년 12월 18일 | 에피소드 295 |
| 36화        |                        | 2014년 12월 19일 | 에피소드 296 |
| 에피소드 37 |                        | 2014년 12월 20일 | 에피소드 297 |
| 에피소드 38 |                        | 2014년 12월 21일 | 에피소드 298 |
| 에피소드 39 |                        | 2014년 12월 22일 | 에피소드 299 |
| 에피소드 40 |                        | 2014년 12월 23일 | 에피소드 300 |
| 에피소드 41 |                        | 2014년 12월 24일 | 에피소드 301 |
| 에피소드 42 |                        | 2014년 12월 25일 | 에피소드 302 |

## 뽀로로와 노래해요 에피소드 목록

### 시즌 9
| 회차 | 부제(서브 타이틀) | 본 방송일          | 총합 |
| ---- | ----------------- | ------------------ | ---- |
| 1화  | 개구리            | 2014년 8월 4일     | 1화  |
| 2화  | 일어날 시간이야   | 2014년 8월 11일    | 2화  |
| 3화  | 꼭꼭 숨어라       | 2014년 8월 18일    | 3화  |
| 4화  | 숫자놀이          | 2014년 8월 25일    | 4화  |
| 5화  | 무지개            | 2005년 (날짜 불명) | 5화  |
| 6화  | 개구쟁이          | 2005년 (날짜 불명) | 6화  |
| 7화  | 착한 어린이       | 2005년 (날짜 불명) | 7화  |
| 8화  | 꼭꼭꼭            | 2005년 (날짜 불명) | 8화  |
| 9화  | 딩동댕            | 2005년 (날짜 불명) | 9화  |
| 10화 | 바라밤            | 2005년 (날짜 불명) | 10화 |
| 11화 | 괜찮아요          | 2005년 (날짜 불명) | 11화 |
| 12화 | 엄마돼지 아기돼지 | 2005년 (날짜 불명) | 12화 |
| 13화 | 예쁜 아기곰       | 2005년 (날짜 불명) | 13화 |

| 회차 | 부제(서브 타이틀)   | 본 방송일       | 총합 |
| ---- | ------------------- | --------------- | ---- |
| 1화  | 내 친구 뽀로로 밴드 | 2015년 3월 6일  | 1화  |
| 2화  | 딸꾹질 왈츠         | 2015년 3월 13일 | 2화  |
| 3화  | 소풍 가는 날        | 2015년 3월 20일 | 3화  |
| 4화  | 뽀롱뽀롱 체조       | 2015년 3월 27일 | 4화  |
| 5화  | 뭉게구름            | 2015년 4월 3일  | 5화  |
| 6화  | 똑딱똑딱 내 시계    | 2015년 4월 10일 | 6화  |
| 7화  | 봄 여름 가을 겨울   | 2015년 4월 17일 | 7화  |
| 8화  | 새근새근 코         | 2015년 4월 24일 | 8화  |
| 9화  | 슈퍼영웅 뽀로로     | 2015년 5월 1일  | 9화  |
| 10화 | 누가 살고 있을까?   | 2015년 5월 8일  | 10화 |
| 11화 | 토닥토닥 조록조록   | 2015년 5월 15일 | 11화 |
| 12화 | 훌랄라 훌라         | 2015년 5월 22일 | 12화 |
| 13화 | 동그라미 친구들     | 2015년 5월 29일 | 13화 |